# Hololena parana
Hololena parana là một loài nhện trong họ Agelenidae.
Loài này thuộc chi Hololena. Hololena parana được Ralph Vary Chamberlin & Wilton Ivie miêu tả năm 1942.